# Aqueduc de l'Aqua Claudia
L'aqueduc de l'Aqua Claudia, aqueduc Claudien ou aqueduc de Claude (en latin : Aqua Claudia) est un des aqueducs romains qui alimentent Rome en eau potable.

## Histoire
Durant le consulat de Marcus Aquila Iulianus et Caius Nonius Asprenas en 38, l'empereur Caligula commence la construction de deux nouveaux aqueducs, celui de l'Aqua Claudia et celui de l'Anio Novus. Suétone note que Caligula ne commence qu'un aqueduc, le deuxième étant en fait construit sous le règne de l'empereur Claude,.
Les travaux sont achevés de manière somptueuse sous le règne de Claude,, aux calendes d'août (1er août) 52, durant le consulat de Faustus Cornelius Sulla Felix et Lucius Salvius Otho Titianus, en même temps que l’aqueduc de l'Anio Novus.
Selon Pline l'Ancien, le coût des deux aqueducs avoisine les 350 000 000 sesterces.
Après 60, Néron fait prolonger l'aqueduc avec la construction d'une nouvelle branche, l'aqueduc de Néron. Il peut alors fournir de l'eau aux quatorze régions de la Rome augustéenne.
Après avoir été en service pendant dix années seulement, l’approvisionnement est interrompu pendant neuf années, jusqu’à ce que Vespasien le reconstitue en 71, et dix années plus tard, Titus doit à nouveau le réparer.
Finalement les Goths l'endommagèrent en 537, lors du siège de Rome.

## Description
Les eaux de l'aqueduc proviennent de trois sources très abondantes, situées près de la Via Sublacensis - dans la vallée de l'Anio. Leurs eaux sont claires et de bonne qualité, au point que, lorsqu'il est nécessaire d'en ajouter à l'aqueduc de l'Aqua Marcia, dont l'eau est excellente, celle-ci n'en souffre d'aucune façon.

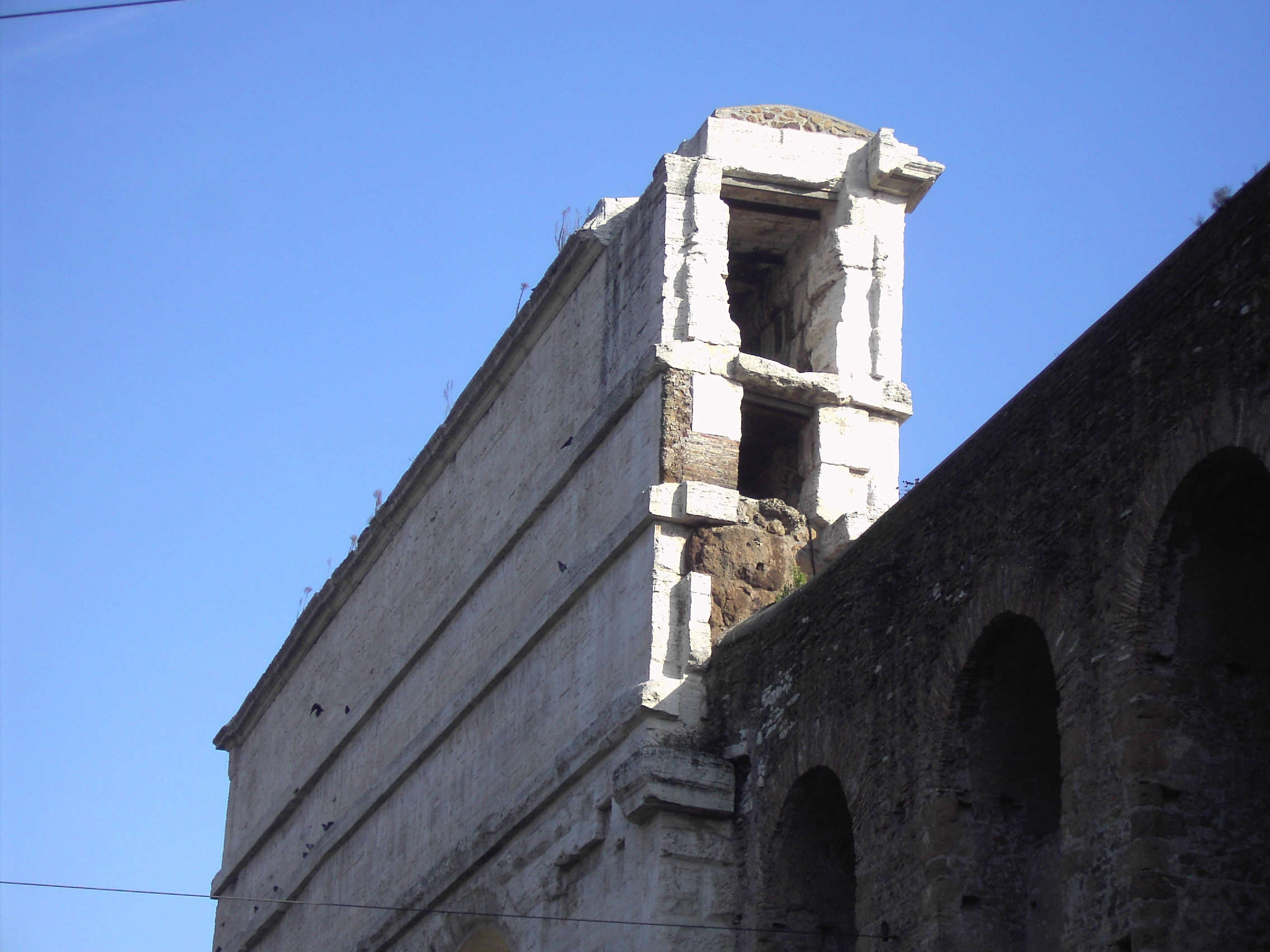
Porte Majeure : l’Aqua Claudia, au-dessous de l’Aqua Anio Novus.

Il est long de 46 406 pas (soit 68,7 km) dont 36 230 (53,7 km) en conduits souterrains et 10 176 (15,1 km) en ouvrages au-dessus de terre, dont 3 076 (4,6 km) en arcades près de la source et 609 (900 m) par substructions et 6 491 pas (9,6 km) en arcades près de la ville. L'aqueduc longe tout d'abord, comme l'aqueduc de l'Aqua Marcia et l'aqueduc de l'Anio Novus, la rivière dont il capte les eaux. Il longe ensuite la Voie Latine sur près de 10 km et, ayant le même parcours que l’aqueduc de l'Anio Novus, son canal est superposé à celui-ci sur les 13 derniers kilomètres avant Rome, arches qui atteignent une hauteur de 109 pieds (90 mètres). Certaines arches sont encore visibles aujourd'hui dans la campagne romaine. Il est ainsi le deuxième aqueduc le moins élevé de la ville à l'époque de Frontin (47,42 m), donc sans compter l'aqueduc de l'Aqua Traiana et l'aqueduc de l'Aqua Alexandrina.
Une partie de l’aqueduc de l'Anio Novus est construite sur l’aqueduc de l'Aqua Claudia et tous deux passent par le monumental arc qu’est la Porte Majeure avant de se séparer, où ils croisent l'aqueduc de l'Aqua Marcia portant celui de Tepula. Cet aqueduc est très haut, le deuxième après l'aqueduc de l'Anio Novus (47,42 mètres), car entre la hauteur de la colline dont il provient à l’entrée de Rome et son arrivée proche du Palatin, l’altitude a fortement baissé.
Le réservoir de distribution (castellum) se situait à 265 mètres au nord de la Porta Maggiore en un lieu-dit « Jardins de Pallas ».
L'arche d'entrée dans la ville porte plusieurs inscriptions, répétées sur chaque face. La première date de Claude et donne les longueurs de l'ouvrage, la seconde marque une réfection de Vespasien, la troisième une autre réfection sous Titus.

## Fonction

### Usage
Il fournit les quartiers les plus élevés de Rome comme l’aqueduc de l'Anio Novus qu'il rejoint dans la ville.
Il fournit une eau de bonne qualité au Cælius, au Palatin, à l’Aventin et à la région transtibérine et sa hauteur exceptionnelle (altitude à la source de 320 mètres et de 67 mètres au principal réservoir) permet qu’il approvisionne également le Quirinal, le Viminal et l’Esquilin.
L'eau de la rivière Anio provient d'un lac où l'eau est très claire, mais se trouble souvent, même par beau temps, à cause de ses rives friables, aussi bien en hiver qu'en été. Les eaux de l'aqueduc de l'Anio Novus, au contraire de l'aqueduc de l'Anio Vetus, se mélangent aux autres ce qui diminue la qualité des autres eaux en les troublant, ce à quoi remédie Nerva en séparant les eaux dans des canaux différents.
L'eau est inscrite dans les règlements à l'époque de Frontin pour 3 263 quinaires (135 000 m³/j), mais l'administrateur principal des eaux de Rome a pu constater à la tête de l'aqueduc 4 738 quinaires (197 000 m³/j). De plus, Frontin signale que dans ces mêmes règlements il est marqué qu'il y a une distribution de 4 211 quinaires (178 000 m³/j), ce qui contredit les chiffres inscrits dans ce même règlement. Mais il découvre que l'on dérobe les 527 quinaires (22 000 m³/j), et même davantage.

### Distribution
Hors de la ville, 656 quinaires (48 000 m³/j) sont distribués de la manière suivante :
- 217 quinaires (9 000 m³/j ; 33 %) sont réservés à l'empereur[a 7] ;
- 439 quinaires (18 000 m³/j ; 67 %) pour les particuliers[a 7].

Avec l'aqueduc Anio Novus, auquel il est joint, il fournit aussi 3 824 quinaires (159 000 m³/j) pour les quatorze régions de la Rome augustéenne au moyen de 92 châteaux d'eau : 
- 779 quinaires (32 000 m³/j ; 20 %) sont réservés à l'empereur[a 7] ;
- 1 839 quinaires (76 000 m³/j ; 48 %) pour les particuliers[a 7] ;
- 1 206 quinaires (50 000 m³/j ; 32 %) pour les usages publics[a 7], dont :
  - 522 quinaires (22 000 m³/j ; 14 %) pour 18 ateliers publics[a 7] ;
  - 99 quinaires (4 000 m³/j ; 3 %) pour douze lieux de spectacle[a 7] ;
  - 481 quinaires (20 000 m³/j ; 13 %) pour 226 bassins[a 7] ;
  - 104 quinaires (4 000 m³/j ; 3 %) pour neuf camps[a 7].

### Auteurs antiques
- Frontin, Des aqueducs de la ville de Rome (De aquæductibus urbis Romæ), Gallica notice, latin-français, pages 383-387, 393, 429, 435 et 441.

### Auteurs modernes
- Eugène Albertini, « L'inscription de Claude sur la Porte Majeure et deux passages de Frontin », Mélanges d'archéologie et d'histoire, t. 26,‎ 1906, p. 305-318 (lire en ligne)
- (it) F. P. Arata, « L’Acquedotto della Claudia tra il Celio e il Palatino : alcune note », Atlante Tematico di Topografia Antica, no 22,‎ 2013, p. 41-59